# City Lade
City Lade er indkøbscenter i Trondheim, Norge. Indkøbscentret ligger i Lade, ca. 2,5 km nord for Trondheim centrum. City Lade åbnede d. 6. maj 2004. City Lade har nå et butiksareal på ca. 25.000 m², mens bygningens totale areal er er 40.000 m², hvoraf 7.000 er et parkeringshus. Indkøbscentret havde en omsætning på ca. 1,3 milliarder NOK i 2007. 
Storcentret blev realiseret da NKLs engroslager blev flyttet i 2002. Bygningen var på denn tid tilholdssted både for dem og stormagasinet Obs!. Obs! lå i første etage af bygningen, men flyttede op på anden sal da indkøbscentret blev etableret efter omfattende ombygning i perioden 2002-2004.